# François Cupis
François Cupis, Seigneur de Renoussard, dit „le cadet“ (* 10. November 1732 in Paris; † 13. Oktober 1808 ebenda) war ein französischer Cellist und Komponist.

## Leben
François Cupis war der jüngste Sohn des 1720 aus Brüssel nach Paris verzogenen Tanz- und Musiklehrers Ferdinand-Joseph Cupis (1684–1757). Sein älterer Bruder Jean-Baptiste Cupis de Camargo war ein bekannter Geiger und Komponist. Seine Schwester war die Ballerina Marie-Anne Cupis de Camargo, die unter ihrem Künstlernamen La Camargo bekannt wurde.
François erlernte das Cellospiel bei Martin Berteau, einem der frühen bekannten französischen Cellisten. François Cupis wurde 1764 in das Orchester der Concerts spirituels und 1667 in das der königlichen Pariser Oper aufgenommen. Nach dem Tode seiner Schwester Marie-Anne erbte er 1770 ein beträchtliches Vermögen. Im gleichen Jahr heiratete François Cupis Marie-Reine Thomé de Beaumont, die im Ehevertrag festlegen ließ, dass er das Orchester der Oper verlassen musste. Zeitweise verließ er auch das Orchester der Concerts spirituels, um zwischen 1773 und 1777 diese Tätigkeit wieder aufzunehmen.
In der Folgezeit wirkte François Cupis ausschließlich als Cellolehrer und Komponist, so bezeichnete er sich auf der Titelseite seiner Duos op. 5, als professeur de violoncelle. In dieser Funktion verfasste Cupis die Celloschule Méthode nouvelle et raisonée pour apprendre à jouer du violoncelle (Paris, 1772). Zu seinen bedeutendsten Schülern zählte Jean-Baptiste Bréval. Auch war Cupis der Verfasser einer Bratschenschule. Aus seinem Nachlassverzeichnis geht unter anderem hervor, dass er im Besitz von drei Violoncelli und einer Viola war. Von einem großen Cembalo und einem Pianoforte aus seinem Besitz hatte er sich bereits 1782 getrennt.
Sein Neffe Jean-Baptiste Cupis le jeune (* 1741) lernte ebenfalls bei Martin Berteau und war wie sein Onkel Cellist an der Oper und Komponist. Zu seinen Schülern zählt Jean-Henri Levasseur.

## Wirken
Durch seine zahlreichen Kompositionen, die musikalisch von geringer Inspiration waren, aber pädagogische Bedeutung hatten, festigte Cupis seinen Ruf, dem Cello in Frankreich zu größerer Bedeutung verholfen zu haben. François Cupis steht diesbezüglich in einer Reihe zwischen seinem Lehrer Martin Berteau und Jean-Baptiste Barrière einerseits und den Brüdern Jean-Louis und Jean-Pierre Duport andererseits.

## Werke (Auswahl)
Neben mehreren bei François-Joseph Fétis erwähnten und nicht auffindbaren Werken, schuf François Cupis:
- 6 Sonaten für Cello und Bass, op. 1 (um 1761)
- 6 Duos für 2 Celli, op. 2 (um 1767), verschollen
- 6 Duos für 2 Celli, op. 3 (um 1770)
- 3 Duos, für 2 Celli, op. 5 (1773)
- Cellokonzert in D-Dur (1783)
- Concerto à grand orchestre pour le violoncelle, L'orchestre comprend les cordes, 2 hautbois et 2 cors. (Paris, 1783)
- 2 Cellokonzerte, bei Fétis und Ernst Ludwig Gerber erwähnt (verschollen)
- Bearbeitungen: Recueil d’airs choisis des meilleurs auteurs für Cello (1761)
- Air de l’Aveugle de Palmire, et Menuet de Fischer, für 2 Celli (um 1784)
- Recueil de petits airs variés et dialogués für 2 Celli, op. 9 (um 1800)

## Lehrwerke
- Méthode nouvelle et raisonée pour apprendre à jouer du violoncelle… (Paris, 1772)
- Méthode d'alto, précédé d'un abrégé des principes de musique… (Paris, um 1800)